# Ingested
Ingested (с англ. — «Съеденный») — британская дэт-метал-группа из Манчестера. За всё время существования в группе ни разу не менялся состав.

## История
Ingested образовались в 2004 году, под именем Age of Suffering, но в 2006 году было решено сменить название из-за присоединения барабанщика Лина Джеффса. Новый логотип нарисовал гитарист Шон Хайнс. В 2005 году выпустили демоальбом Human Feed, а в 2006 ЕР Holy Butchery. В 2007 году, уже под именем Ingested, у группы вышел сплит-альбом North-West Slam Fest, с группами Crepitation и Kastrated. После сплит-альбома группа начала разогревать Incestfest, после чего они отправились в студию писать дебютный альбом Surpassing the Boundaries of Human Suffering, и группа подписалась на Unique Leader Records. На песню «Skinned and Fucked» был снят клип. После активных выступлений на дэт-метал фестивалях, в 2011 году группа выпускает второй полноформатник The Surreption. В 2013 году вышел мини-альбом Revered by No-One, Feared by All, в который добавились некоторые элементы дэткора. А также была совместная песня с вокалистом Despised Icon Алексом Эрианом. В 2014 году Ingested подписали контракт с Century Media Records, и пошли записывать свой третий полноформатник — The Architect of Extinction, на котором засветился известный русский вокалист Александр Шиколай из группы Slaughter to Prevail. В 2015 году группа совместно с Acranius и Slaughter to Prevail отправились в тур по Европе. Так же в октябре был снят клип на «Narcissistic Apathy». В 2016 году Ingested отправятся на The Summer Slaughter Tour, совместно с Cannibal Corpse, Suffocation, Slaughter to Prevail, Nile, Carnifex и многими другими. В апреле у группы вышел ремастеринг дебютного альбома Surpassing the Boundaries of Human Suffering.

## Состав
- Джейсон Эванс — вокал
- Шон Хайнс — гитара
- Сэм Иетс — гитара
- Лин Джеффс — барабаны
- Брэд Фюллер — бас-гитара

## Дискография

### Полноформатники
- Surpassing the Boundaries of Human Suffering (2009)
- The Surreption (2011)
- The Architect of Extinction (2015)
- The Level Above Human (2018)
- Where Only Gods May Tread (2020)
- The Surreption II (2021)
- Ashes Lie Still (2022)
- The Tide Of Death And Fractured Dreams (2024)

### Мини-альбомы
- Human Feed (2005)
- Holy Butchery (2006)
- Revered by No-One, Feared by All (2013)
- Call of the Void (2019)
- Stinking Cesspool of Liquified Human Remnants (Remastered) (2021)

### Сплит-альбомы
- North-West Slam Fest (2007)

### Видеография
| Клип                  | Дата выхода      |
| --------------------- | ---------------- |
| «Skinned and Fuked»   | 6 октября 2009   |
| «Narcissistic Apathy» | 25 сентября 2015 |
| «Invidious»           | 6 марта 2018     |
| «Better off Dead»     | 4 мая 2018       |